# Sikkim
Il Sikkim (in hindī सिक्किम – traslitterazione: Sikkima) è uno stato federato dell'India, situato tra le montagne dell'Himalaya.

## Geografia
Lo stato confina con il Nepal a ovest, la Regione Autonoma del Tibet della Cina a nord e ad est, e il Bhutan ad est. Lo stato indiano del Bengala Occidentale si trova a sud. Con 607 688 abitanti è lo stato meno popoloso, ed il secondo meno esteso dopo Goa. Le lingue ufficiali sono il nepalese, il sikkimese, il lepcha e il limbu. La capitale è Gangtok.

## Storia
Il Sikkim fu uno stato indipendente dal 1642, quando iniziò a essere governato da sovrani detti Chogyal (traduzione in tibetano del termine sanscrito dharmaraja, ovvero "sovrano difensore del dharma"), divenendo poi protettorato dell'Impero britannico e, successivamente, dell'India. Nel 1975 fu annesso all'India attraverso un referendum.

## Suddivisioni amministrative

### Distretti
Il Sikkim è diviso in quattro distretti: Sikkim Orientale, Sikkim Occidentale, Sikkim Settentrionale e Sikkim Meridionale, i cui capoluoghi sono, rispettivamente, Gangtok, Gyalshing, Mangan e Namchi. Al livello amministrativo inferiore del distretto, ci sono in Sikkim nove sottodivisioni: Gangtok, Pakyong, Rongli, Namchi, Soreng, Gyalshing, Rabongla, Mangan e Chungthang.

### Città principali
(censimento 2001)
| Città        | Distretto             | Popolazione |
| ------------ | --------------------- | ----------- |
| Gangtok      | Sikkim Orientale      | 29 162      |
| Upper Tadong | Sikkim Orientale      | 14 670      |
| Singtam      | Sikkim Orientale      | 5 431       |
| Rangpo       | Sikkim Orientale      | 3 724       |
| Jorethang    | Sikkim Meridionale    | 2 968       |
| Mangan       | Sikkim Settentrionale | 1 248       |
| Nayabazar    | Sikkim Occidentale    | 996         |
| Namchi       | Sikkim Meridionale    | 978         |
| Gyalshing    | Sikkim Occidentale    | 828         |